# Hallerhoek
Hallerhoek is een buurtschap in de gemeente Twenterand in de Nederlandse provincie Overijssel. Het ligt in het westen van de gemeente, twee kilometer ten zuidwesten van Den Ham, richting Egede.
Hoofdplaats: Vriezenveen     
Dorpen: Geerdijk · Den Ham · De Pollen · Kloosterhaar (deels) · Vroomshoop · Westerhaar-Vriezenveensewijk

Buurtschappen: Bruinehaar · De Garstelanden · Hallerhoek · Linde · Magele · Meer · Noord-Meer · Weitemanslanden · Westerhoeven

Voormalige gemeenten: Den Ham · Vriezenveen

Overijssel · Steden en dorpen in Overijssel      Nederland · Provincies · Gemeenten